# Колоски (Сакский район)
Колоски́ (до 1948 года Ора́з; укр.  Колоски, крымскотат. Oraz, Ораз) — село в Сакском районе Республики Крым, входит в состав Ромашкинского сельского поселения (согласно административно-территориальному делению Украины — Ромашкинского сельского совета Автономной Республики Крым).

## Население
| 2001 | 2014  |
| ---- | ----- |
| 1004 | ↗1116 |

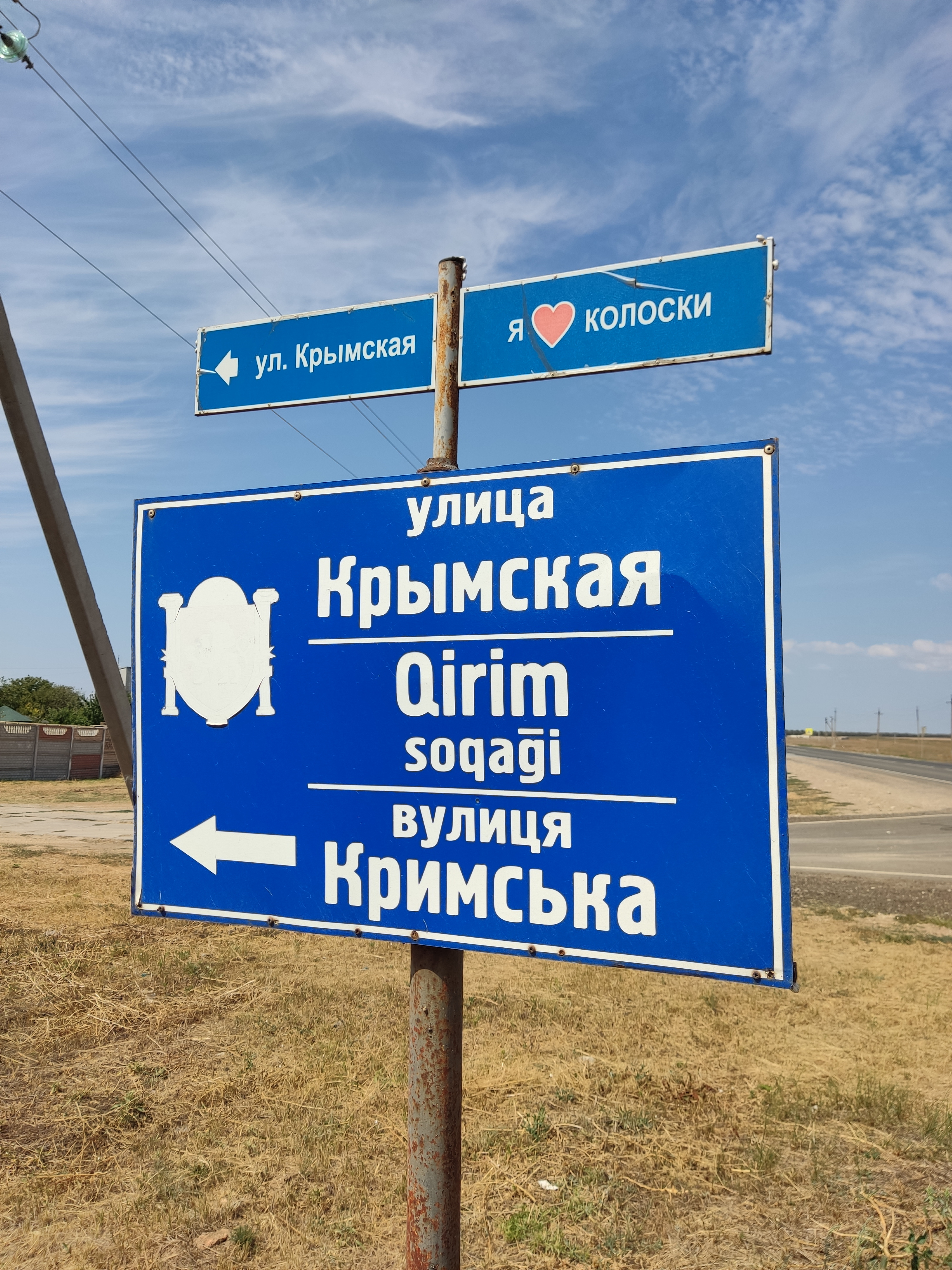
Трёхъязычный указатель

Всеукраинская перепись 2001 года показала следующее распределение по носителям языка
| Язык             | Процент |
| ---------------- | ------- |
| русский          | 53.29   |
| крымскотатарский | 26.99   |
| украинский       | 15.84   |
| белорусский      | 1.39    |

### Динамика численности
| - 1806 год — 188 чел. - 1864 год — 36 чел. - 1889 год — 13 чел. - 1900 год — 27 чел. - 1926 год — 94 чел. | - 1939 год — 347 чел. - 1989 год — 816 чел. - 2001 год — 1004 чел. - 2009 год — 1002 чел. - 2014 год — 1116 чел. |

## Современное состояние

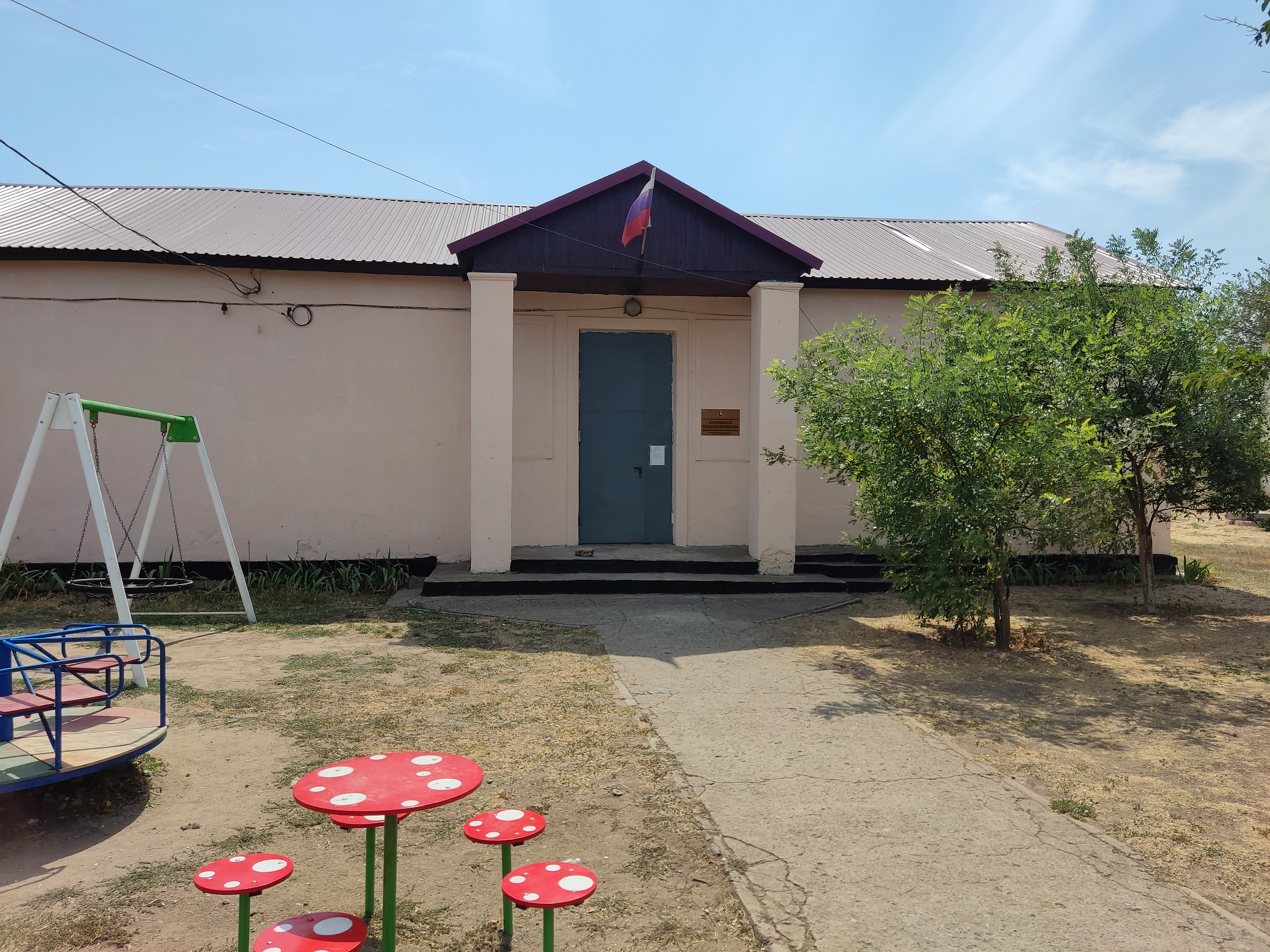
Библиотека

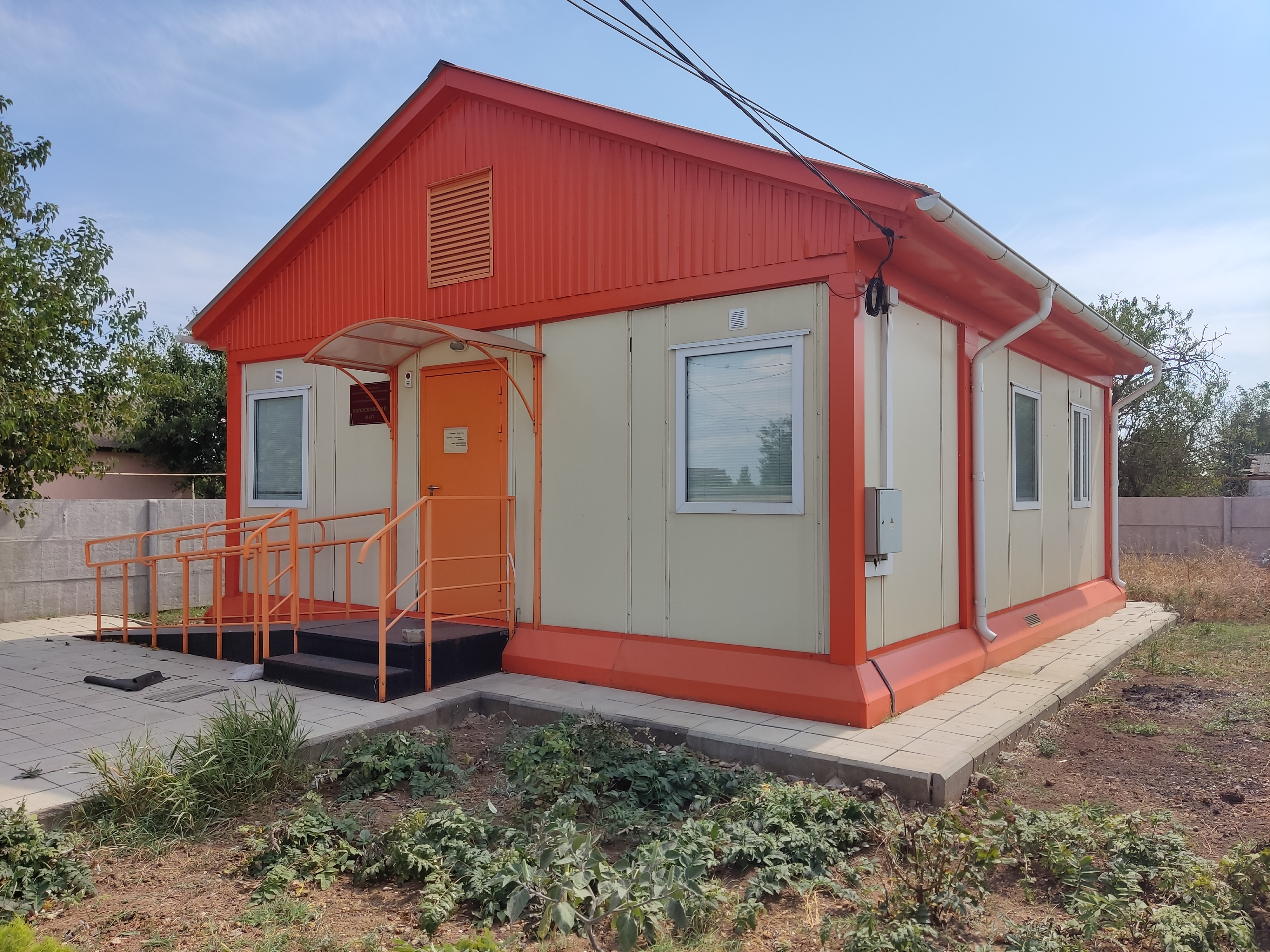
ФАП

На 2016 год в Колосках числится 9 улиц; на 2009 год, по данным сельсовета, село занимало площадь 170,3 гектара, на которой в 303 дворах числилось 1002 жителя. В селе действуют сельский клуб, сельская библиотека, фельдшерско-акушерский пункт. Село связано автобусным сообщением с Евпаторией и соседними населёнными пунктами.

## География

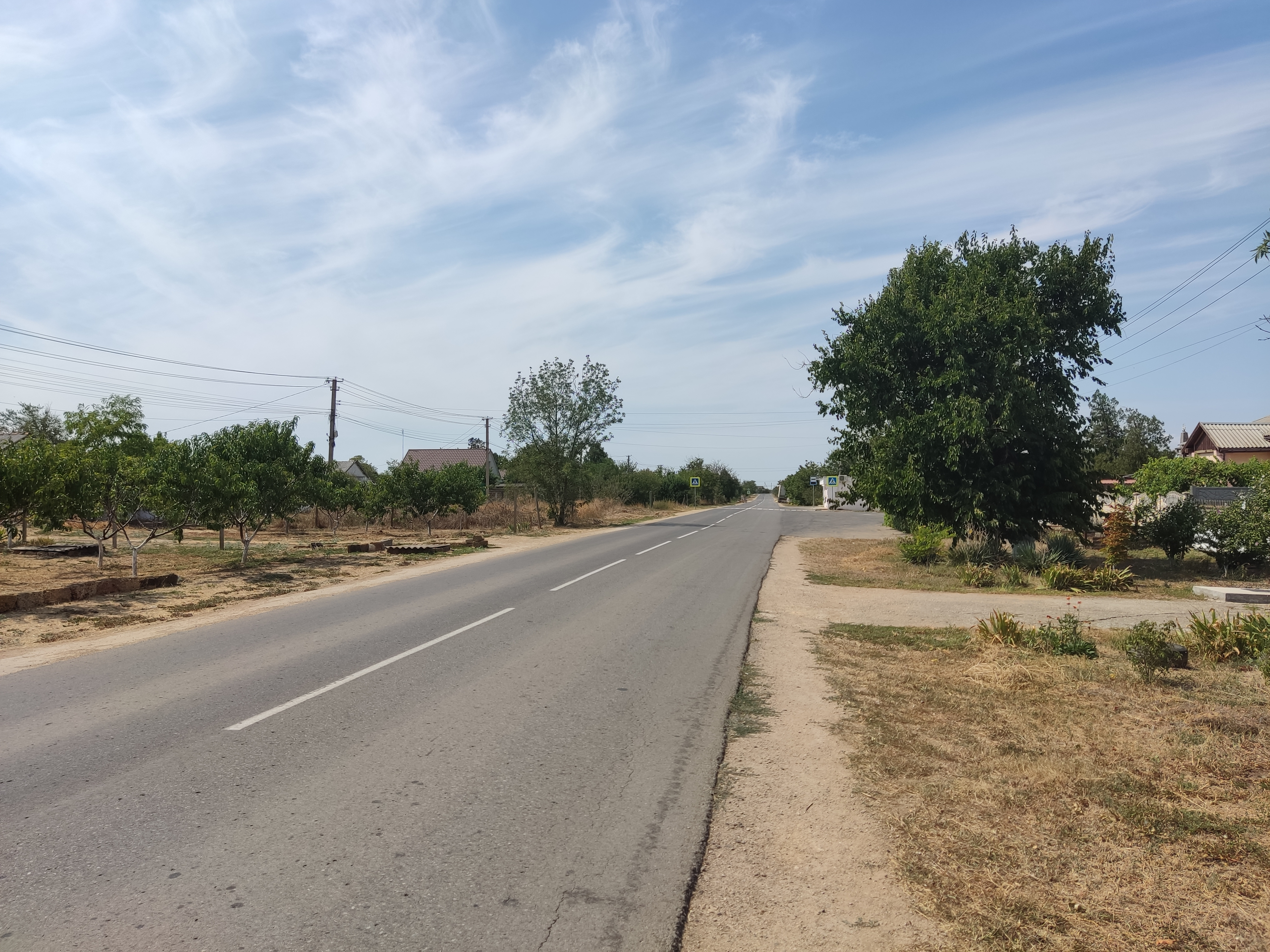
Улица Ленина

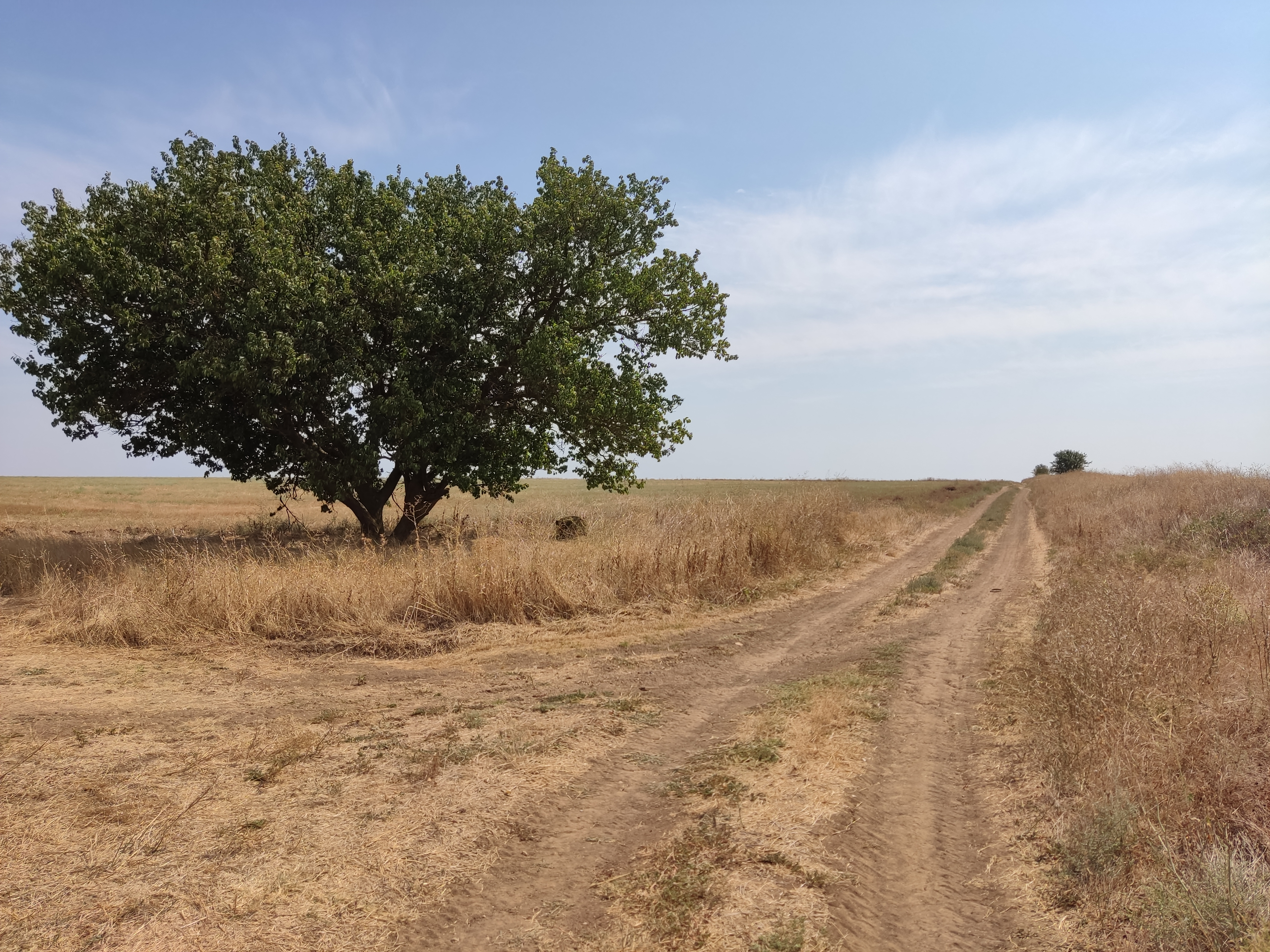
Полевая дорога

Колоски — село на северо-западе района, в степной зоне Крыма, высота центра села над уровнем моря — 36 м. Соседние сёла: Ромашкино в 2 км на юго-запад и Великое — около 4 км на северо-восток. Расстояние до райцентра — около 32 километров (по шоссе), ближайшая железнодорожная станция — Евпатория в 11 километрах. Транспортное сообщение осуществляется по региональной автодороге 35К-013 Черноморское — Евпатория (по украинской классификации Т-01-08).

## История
Первое документальное упоминание села встречается в Камеральном Описании Крыма… 1784 года, судя по которому, в последний период Крымского ханства Орас входил в Козловский кадылык Козловского каймаканства. После присоединения Крыма к России (8) 19 апреля 1783 года, (8) 19 февраля 1784 года, именным указом Екатерины II сенату, на территории бывшего Крымского Ханства была образована Таврическая область и деревня была приписана к Евпаторийскому уезду. После Павловских реформ, с 1796 по 1802 год, входила в Акмечетский уезд Новороссийской губернии. По новому административному делению, после создания 8 (20) октября 1802 года Таврической губернии, Ораз был включён в состав Кудайгульской волости Евпаторийского уезда.
По Ведомости о волостях и селениях, в Евпаторийском уезде с показанием числа дворов и душ… от 19 апреля 1806 года в деревне Ораз числилось 22 двора, 169 крымских татар, 12 цыган и 7 ясыров. На военно-топографической карте генерал-майора Мухина 1817 года деревня Ораз обозначена с 24 дворами. После реформы волостного деления 1829 года Ораз, согласно «Ведомости о казённых волостях Таврической губернии 1829 года», остался в составе Кудайгульской волости. На карте 1836 года в деревне 13 дворов.
Затем, видимо, вследствие эмиграции крымских татар в Турцию, деревня заметно опустела и на карте 1842 года Ораз обозначен условным знаком «малая деревня», то есть, менее 5 дворов.
В 1860-х годах, после земской реформы Александра II, деревню приписали к Чотайской волости. В «Списке населённых мест Таврической губернии по сведениям 1864 года», составленном по результатам VIII ревизии 1864 года, Ораз — владельческая русская деревня, с 4 дворами и 36 жителями при колодцах — видимо, деревня опустела ещё в первой половине века и была заселена переселенцами, поскольку в списках опустевших после Крымской войны 1853—1856 годов не значится (на трехверстовой карте 1865—1876 года обозначена экономия Ораз (Августиновича) без указания числа дворов. В «Памятной книге Таврической губернии 1889 года», по результатам Х ревизии 1887 года, в деревне Орас числилось 2 двора и 13 жителей. Сохранился документ о выдаче ссуды некому Туршу И.И под залог дачи при деревне Ораз Евпаторийского уезда от 1892 года.
Земская реформа 1890-х годов в Евпаторийском уезде прошла после 1892 года, в результате Ораз отнесли к Донузлавской волости. По «…Памятной книжке Таврической губернии на 1900 год» в усадьбе Ораз числилось 27 жителей в 1 домохозяйстве. По Статистическому справочнику Таврической губернии. Ч.II-я. Статистический очерк, выпуск пятый Евпаторийский уезд, 1915 год, в экономии Ораз (Демерджи Е. П.) Донузлавской волости Евпаторийского уезда числилось 5 дворов с русскими жителями (все дворы безземельные) в количестве 12 человек приписного населения и 82 — «постороннего», из которых 53 мужчины и 41 женщина. В хозяйстве имелось 156 лошадей, 142 вола, 24 коров и 18 голов мелкого скота.

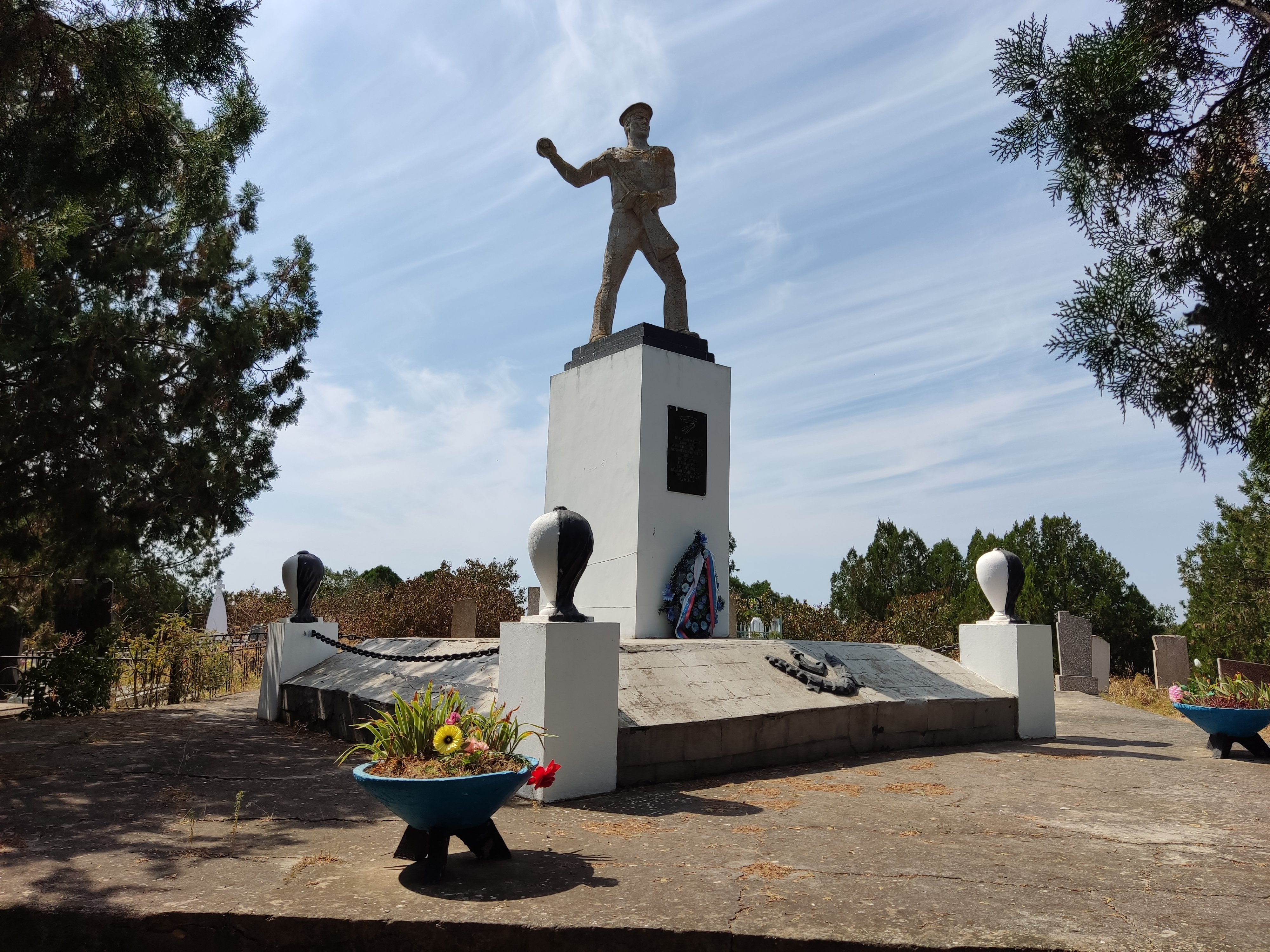
Братская могила участников Евпаторийского десанта. Автор памятника — скульптор С. С. Карташов

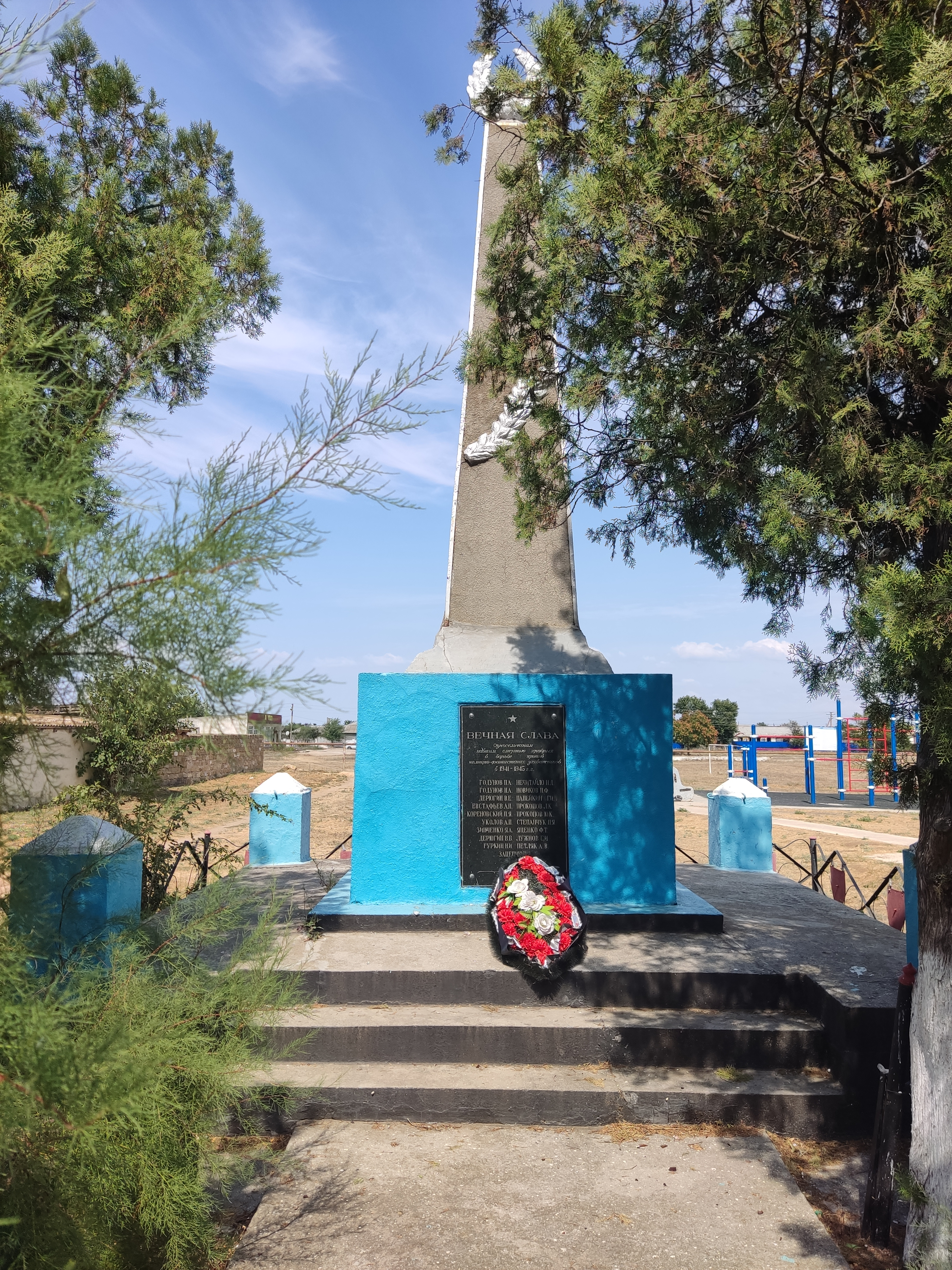
Памятный знак в честь воинов-односельчан

После установления в Крыму Советской власти, по постановлению Крымревкома от 8 января 1921 года № 206 «Об изменении административных границ» была упразднена волостная система и село вошло в состав Евпаторийского района Евпаторийского уезда, а в 1922 году уезды получили название округов. 11 октября 1923 года, согласно постановлению ВЦИК, в административное деление Крымской АССР были внесены изменения, в результате которых округа были отменены и произошло укрупнение районов — территорию округа включили в Евпаторийский район. Согласно Списку населённых пунктов Крымской АССР по Всесоюзной переписи 17 декабря 1926 года, в артели Ораз (Грядущий Мир, Богайского сельсовета Евпаторийского района, числилось 22 двора, из них 21 крестьянский, население составляло 94 человека, из них 75 украинцев, 8 русских, 3 немца, 1 белорус, 7 записаны в графе «прочие». На километровой карте Генштаба 1941 года селение обозначено, как просто Ораз. По данным всесоюзной переписи населения 1939 года в селе проживало 347 человек.

Во время Великой Отечественной войны, после неудачи Евпаторийского десанта в январе 1942 года группа десантников, во гаве с К. П. Бузиновым, пыталась прорваться на север. 5 января, у села Ораз, они приняли бой с немецкими карателями. 17 десантников была окружены и сожжены в стогу сена. Местные жители захоронили останки в братской могиле на сельском кладбище. После войны на могиле установили памятник работы скульптора С. С. Карташова. В годы войны на фронтах сражались жители Ораза, некоторые из них погибли, многие награждены орденами и медалями. В их честь в 1966 году в центре села установили обелиск в виде четырёхгранной усечённой пирамиды с мемориальной доской, на которой выбитыфамилии павших. Постановлением Совета министров Республики Крым № 627 от 20 декабря 2016 года оба памятника отнесены к категории объектов культурно-исторического наследия России регионального значения.
После освобождения Крыма от фашистов, 12 августа 1944 года было принято постановление № ГОКО-6372с «О переселении колхозников в районы Крыма» и в сентябре 1944 года в район приехали первые новосёлы (150 семей) из Киевской и Каменец-Подольской областей, а в начале 1950-х годов последовала вторая волна переселенцев из различных областей Украины. С 25 июня 1946 года в составе Крымской области РСФСР. Указом Президиума Верховного Совета РСФСР от 18 мая 1948 года, Ораз переименовали в Колоски. 26 апреля 1954 года Крымская область была передана из состава РСФСР в состав УССР. Время включения в состав Ромашкинского сельсовета пока не установлено: на 15 июня 1960 года село уже числилось в его составе. 1 января 1965 года, указом Президиума ВС УССР «О внесении изменений в административное районирование УССР — по Крымской области», Евпаторийский район был упразднён и село включили в состав Сакского (по другим данным — 11 февраля 1963 года). По данным переписи 1989 года в селе проживало 816 человек. С 12 февраля 1991 года село в восстановленной Крымской АССР, 26 февраля 1992 года переименованной в Автономную Республику Крым. С 21 марта 2014 года — в составе Республики Крым России.